# Fale (Samoa)

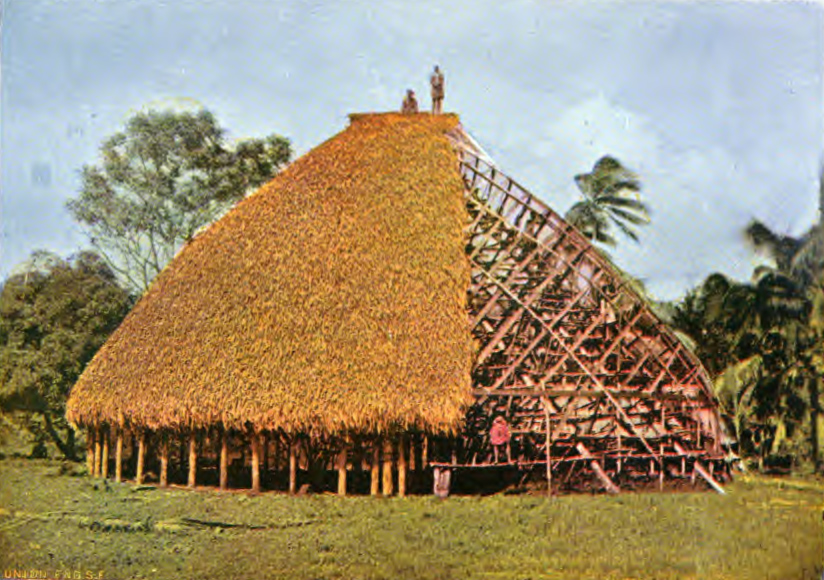
Konstrukcja fale tele

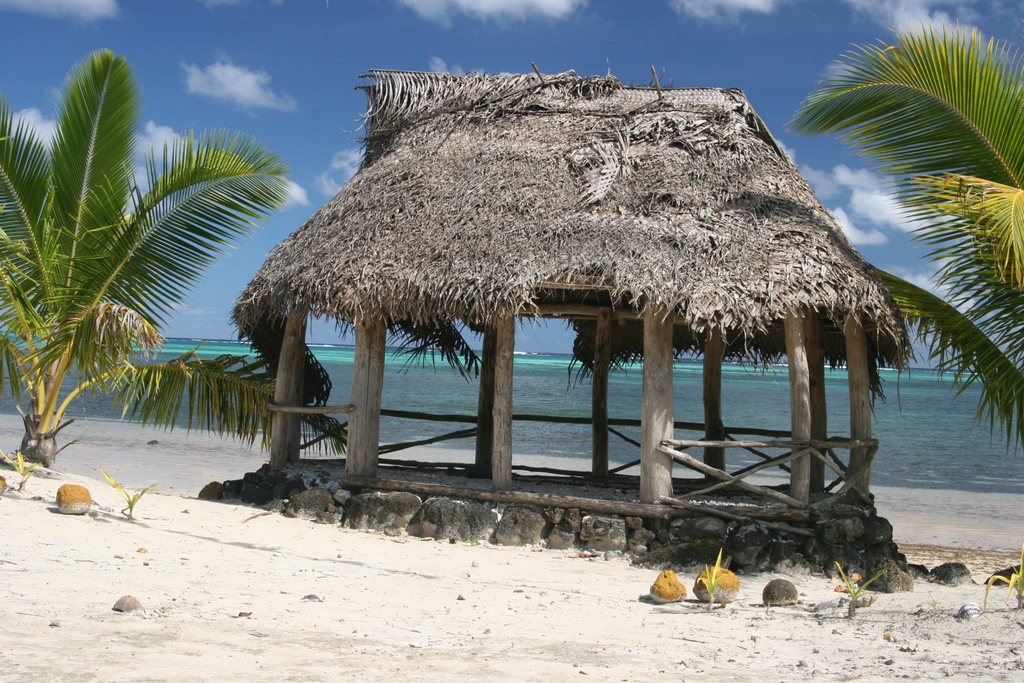
Tzw. „beach fale” dla turystów

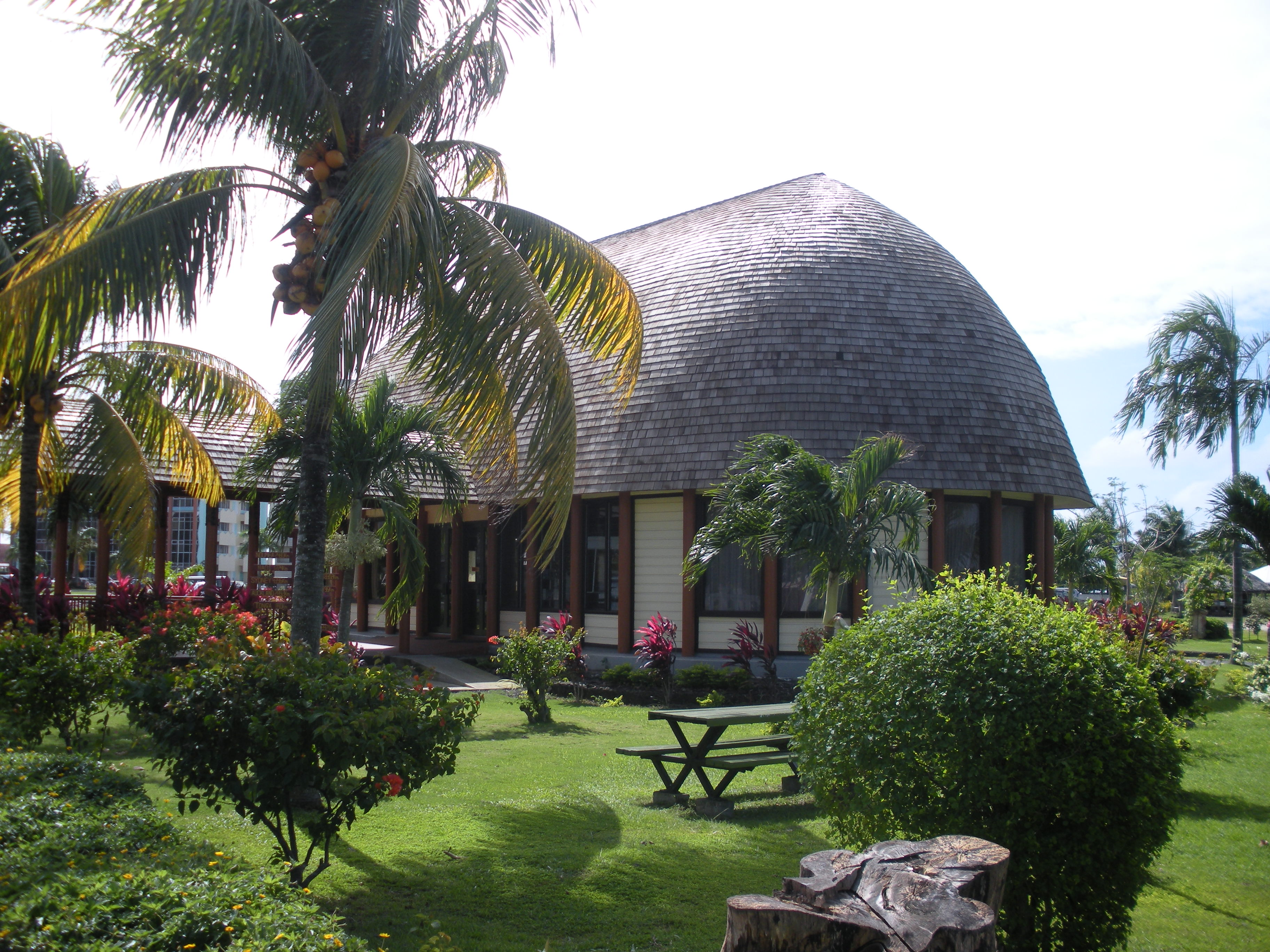
Biuro turystyczne, nawiązujące do modelu fale

Fale – tradycyjny dom samoański, pokryty strzechą, zbudowany na planie kolistym lub owalnym bez użycia gwoździ. Cała konstrukcja związana jest liną wykonaną z „włosów” orzecha kokosowego. Zasadniczo fale nie posiada ścian, jedynie przewiewne parawany z liści palmowych, zwane polo. Najpierwotniejsza forma to faleoʻo - prosta zadaszona konstrukcja. Większe i bardziej reprezentacyjne są faletele (domy spotkań). Na Samoa współcześnie często także zakwaterowanie dla turystów oparte jest na modelu fale, jedynie wyposażenie wewnątrz jest nowoczesne.